# Арабское завоевание Египта
Арабское завоевание Египта — военная операция арабской армии, начавшаяся в декабре 639 года. Отряд из 4000 человек полководца Амра ибн Аль-Аса вторгся в Египет из Палестины и примерно за 2 года завоевал всю большую и густонаселённую страну.

## Предыстория
Завоевание Сирии ещё не было завершено, когда арабы начали новое смелое предприятие: двинулись на покорение Египта. Перед арабским завоеванием Египет являлся византийской провинцией. Во время войны Персии и Византии он был временно захвачен персидским царём Хосровом II в 616—629 годах. Внешний мир, которым пользовался Египет после восстановления верховной власти императора в стране в 629 году, имел своим последствием ослабление местной военной силы, которая имела характер скорее полицейских сил, а не армии, готовой для встречи с внешним врагом. Нашествие арабов с гениальным полководцем во главе явилось неожиданностью для центрального управления и застало военную силу Египта в полном расстройстве.

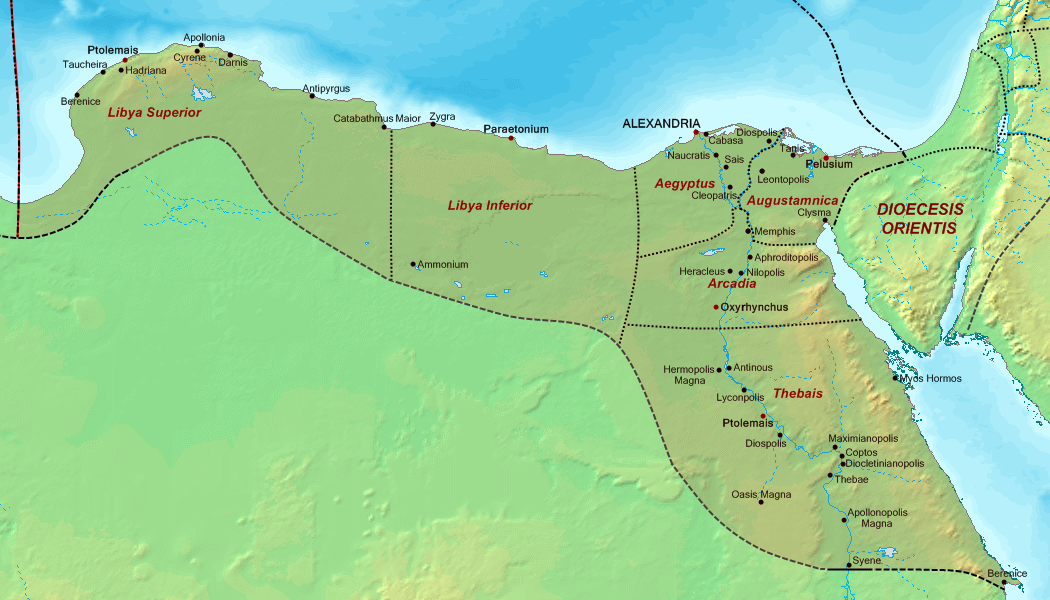
Восточные диоцезы к 400 году

Хлебородный Египет, житница империи, не имел со времен Юстиниана общего военного управления. В это время он был разделен на 9 провинций, правители которых имели своей главной обязанностью сбор податей с населения. По отдельным городам стояли гарнизоны, носившие имя полков (αριϑμοί, numeri) весьма незначительного состава, вряд ли превышающего число 300, которые пополнялись из местного населения. По исчислению Масперо, вся военная сила Египта в то время не превышала 23 тыс. человек. Эта столь незначительная армия имела своей задачей обслуживать территории отдельных провинций под общим начальством правителя каждой из них в отдельности. А местное население — копты в массе своей не испытывали к Константинополю никаких тёплых чувств.
К началу арабских завоеваний византийскую власть в Египте представлял Александрийский патриарх Кир, назначенный правителем Египта осенью 631 года. Политика патриарха, желавшего распространить унию на всю территорию Египта, не способствовала сближению римлян и коптов. В это время в Египте было широко распространено монофизитство, с которым в империи боролись как с ересью. Кир сразу же начал агрессивно насаждать в стране монофелитство, стараясь тем самым примирить монофизитов с официальной церковью. Однако он не достиг своей цели, поскольку монофелитство не признали ни первые, ни вторые. Кир с помощью армии пытался принудить коптов-монофизитов признать монофелитский догмат, солдаты врывались в монастыри и даже подвергали коптов пыткам. Многие копты бежали в горы и пустыни, из Александрии сбежал патриарх Вениамин. Политика Кира привела к тому, что в Египте противостояние между массой жителей и имперскими властями стало даже больше, чем в Сирии и Палестине. В результате, во время арабского завоевания монофизиты не оказывали значительного сопротивления захватчикам и даже с радостью встречали их. Вместе с тем, в Египте существовали ещё и очаги гностицизма, к которым враждебно относились и монофизиты, и официальная церковь.

## Поход Амра
Арабское вторжение в Египет последовало непосредственно после вторжения в Палестину. Это случилось в конце 639 года (18 год хиджры). За год до этого был взят Иерусалим, а летом 639 года в Палестине случилась чума, которая нанесла серьёзный ущерб арабской армии. Поэтому само решение отправить ослабленную чумой армию в опасный рейд на Египет было удивительно. Все историки сходятся на том, что халиф Умар опасался за судьбу отряда и послал письмо с  приказом Амру ибн аль-Асу вернуться, если только тот ещё не вступил в Египет.
Вторжение в Египет было практически личной инициативой Амра ибн аль-Аса. Ибн Абду-ль-Хакам пишет, что Амр ещё в доисламское время бывал в Египте, знал его дороги и видел богатство страны. Возможно, на решение Амра повлияли сведения, собранные во время набегов на Синайский полуостров. Историк-арабист О. Г. Большаков предполагает, что сыграли роль личные амбиции Амра: он мог претендовать на должность амира Палестины, однако её получил Муавийя ибн Абу Суфьян. Возможно, Амр был обижен своим положением и это толкнуло его на рискованный шаг.
По этой причине он в декабре 639 года во главе 4 тысяч воинов покинул Палестину тайно, ночью покинув лагерь где-то между Бейт-Джебрином и Иерусалимом. Посланник халифа Умара нагнал Амра вблизи египетской границы в районе Рафаха. Догадываясь о содержании письма, Амр приказал армии ускорить темп, а посланнику заявил, что вскроет письмо, когда армия остановится на ночлег в конце дня. Армия остановилась на ночь уже на египетской территории в Шаджрейтине (Shajratein), маленькой долине недалеко от города Ринокоруре, который у арабов получил название Аль-Ариш. Амр знал, что находится за пределами египетской границы. Затем Амр прочитал письмо халифа Умара и держал совет со своими спутниками относительно дальнейшего хода действий. Единодушная точка зрения заключалась в том, что, поскольку они получили письмо уже на египетской земле, то они формально могли продолжить поход.
Когда халиф Умар получил ответ Амра, он решил следить за дальнейшими событиями и начал собирать новые силы в Медине, которые могли быть отправлены в Египет в качестве подкреплений.

## В Египте

### Захват Пелузия и Бильбаиса

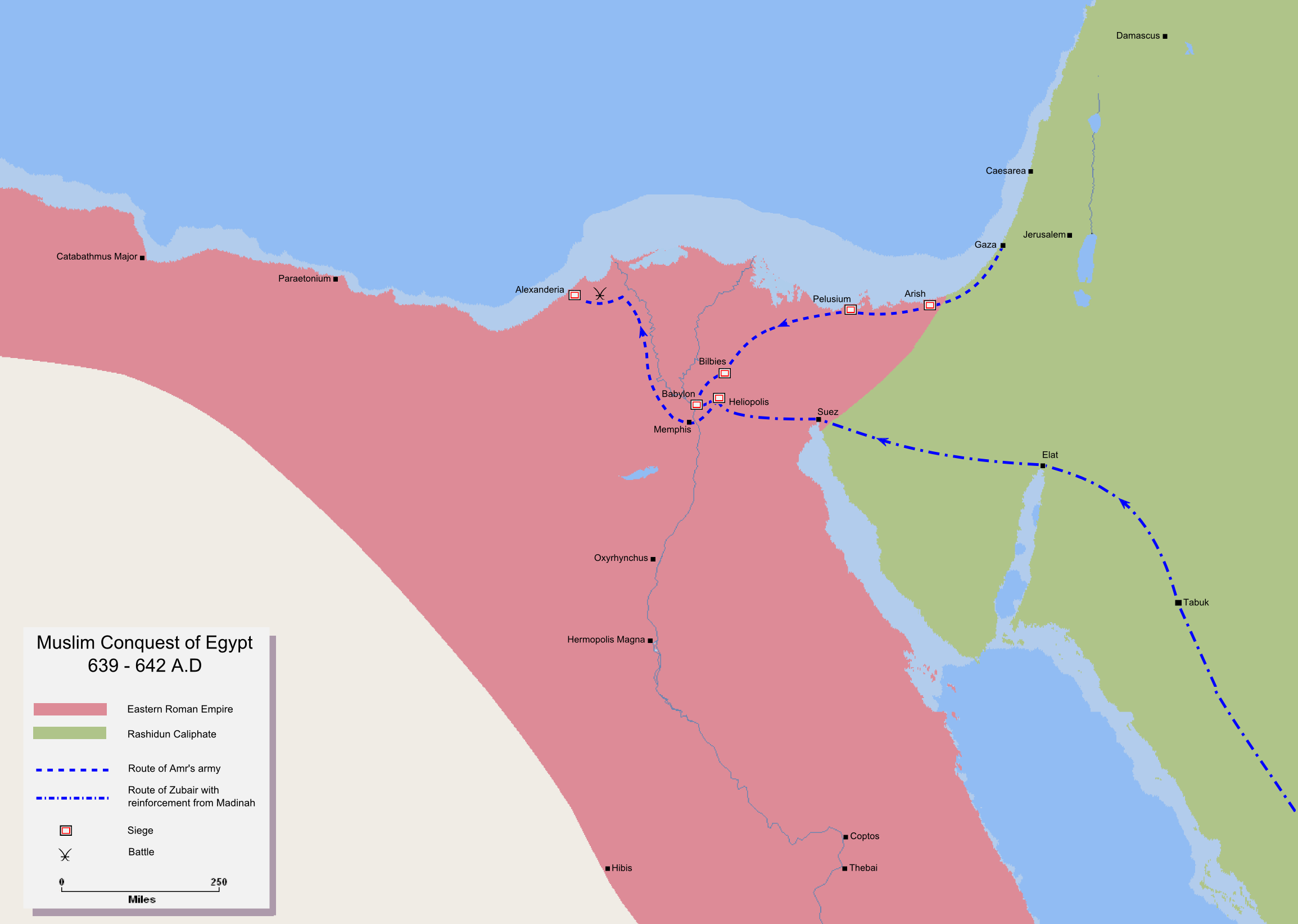
Завоевание арабами Египта

Хотя арабское завоевание Сирии должно было явиться угрозой Египту, но, очевидно, никаких мер к усилению обороны страны не было своевременно принято, и первый укрепленный город на старом пути из Газы в Египет, Ринокорура, был захвачен арабам без боя 12 декабря 639 года.
Вторым пунктом, преграждавшим путь Амра, была старая крепость Пелузий (Эль-Фарама; в 30 километрах юго-восточнее нынешнего Порт-Саида). Амр подступил к городу со своими ничтожными силами, и хотя Пелузий мог получить подкрепление с моря, из-за отсутствия осадной техники осада растянулась на один или два месяца. В итоге крепость была взята, а стены его снесены. У Амра не было возможности оставить там гарнизон.
Первый решительный успех Амра привлек под его знамёна бедуинов ближайших пустынь, которые примкнули к своим соплеменникам в надежде на богатую добычу. Усиленный этой помощью Амр двинулся от Пелузия традиционным путём — вдоль восточного края дельты Нила к её началу через холмистую местность Вади Тумилат и подступил к городу Бильбаису.
Под стенами Бильбаиса арабы благополучно отбили ночное нападение неприятеля под начальством вождя, которому арабское предание дает имя Артабуна — искажение имени Аретиона, как назывался военачальник, бежавший из Иерусалима раньше сдачи города в Египет. Он предпринял попытку ночного нападения на арабов, но был разбит. Через месяц осады Билбейс был взят штурмом. Византийцы потеряли (как считается) 1000 человек убитыми и 3000 пленными. Это произошло примерно в конце февраля или начале марта 640 года.

### Осада крепости Вавилон
Дельту Нила с юга закрывала сильная крепость Вавилон (в южной части современного Каира), на правом берегу реки. Выше этого места был мост и близ него большая гавань со множеством судов, обслуживавших сообщения по рукавам Нила в дельте. Арабские источники дают этому месту название Умм-Дунайн, которое, по догадке Батлера, является искажением имени Тендуниас, сохранённого в эфиопском переводе хроники Иоанна Никиуского. К Вавилону Амр прибыл в мае 640 года.
Общее руководство военными действиями против арабов принадлежало Феодору, которого Ионанн Никиуский называет главнокомандующим. Его стараниями из провинций Египта Второго, обеих Августамник и Аркадии были стянуты войска в крепость Вавилон. Феодор не имел авторитета в глазах подчинённых ему военачальников, между которыми были свои личные счёты. Слабая попытка сопротивления была организована вождём Иоанном, которого император Ираклий I прислал недавно из столицы для защиты Египта. В то время как Феодор, находясь в дельте Нила, стягивал войска для предстоящей борьбы с вторгающимися, Иоанн с небольшим отрядом войска следил за движениями арабов на левом берегу Нила и, отбивая у них добычу, преграждал путь в Файюм. Амру удалось захватить город Оксиринх (близ современной Эль-Бахнасы), где он произвел резню, а затем напасть на противника и истребить весь его отряд. Труп Иоанна был брошен в реку. Получив известие об этом поражении, Феодор озаботился разыскать труп Иоанна, который затем отослал в столицу. Между тем Амр беспрепятственно совершил обратную переправу через Нил. Он ожидал прибытия подкрепления из Медины, о котором просил халифа. Подкрепление пришло под начальством одного из ближайших к почившему пророку советников, по имени Аз-Зубайр. Возле города Гелиополя произошло соединение. Когда стянувшиеся в Вавилон войска вышли из крепости, чтобы общими силами раздавить неприятеля, Амр разделил свое войско на три отряда, окружил противника, вызвал панику в его рядах и разбил 6 июля 640 года. Остатки разбитой армии бежали в Вавилон, а укрепленная переправа на Ниле с её гаванью и судами досталась победителю. Отряд в 300 человек, остававшийся на её охране, бежал в Никиус. Доменциан, которому была поручена охрана Файюма, прослышав об этом разгроме, бежал ночью из города и направился в Никиус (совр. Завят-Разин в мухафазе Минуфия).
Последовательность боев под Вавилоном сложно восстановить ввиду расхождений и нелогичностей в источниках. К византийцам присоединились войска Анастасия и Феодосия. Получал ли подкрепления Амр, не вполне ясно. В сражении Амр сумел разбить византийцев и обратить их в бегство.
Овладев, в результате победы, переправами через Нил, Амр соорудил мост на и тем прекратил возможность сношений между дельтой и южными областями Египта. На юге он занял оазис Файюм, на севере овладел крепостями Атрибом и Менуфом и в сентябре 640 года обложил Вавилон. Это была очень сильная крепость, имеющая стены высотой 18 метров и шириной 2, сложенные из камня и кирпича. Её сложно было взять и штурмом и измором. А в это время начался разлив Нила, что серьёзно мешало продолжению боевых действий.
Занятие арабами городов и селений сопровождалось грабежами и жестоким кровопролитием. Страшная паника охватила население дельты, началось бегство в Александрию, а одновременно с тем и добровольное подчинение арабам туземцев во избежание меча и насилия. Феодор с другими начальниками отправился в Александрию, оставив Доменциана командиром крепости Никиус и поручив охрану реки командиру гарнизона города Себеннита.
Местное население и остатки греческих отрядов спешно бежали в Александрию, паника охватила всех. Об обороне не могло быть и речи — все думали только о том, как спастись. В сознании полного бессилия и невозможности бороться с арабами патриарх Кир, используя последний шанс, отправился к Амру с посольством, где вступил с ним в переговоры и заключил перемирие. Видимо, Кир хотел развязать себе руки ввиду осложнившейся социальной обстановке в стране, где снова подняли голову монофизиты.
Патриарх предложил Амру взять выкуп (1000 динаров халифу, 100 Амру, и по 2 каждому воину, всего 15-20 тыс. динаров) и уйти. Но араб потребовал либо выплатить бо́льшую дань, либо принять ислам. Кир, оказавшийся в сложной ситуации, согласился на этот договор.
Полномочий на заключение мира Кир не имел и, возвратившись из Вавилона, откуда он вел переговоры, известил императора Ираклия о положении дел в Египте. Но Ираклий почему-то заподозрил Кира в измене и вызвал его в Константинополь, где над архиереем состоялся суд, который проходил публично перед большой толпой любопытных. Император уличал его в измене, а Кир, оправдывая себя, набрасывал подозрение на других и ручался императору, что дань арабам не уменьшит доходов, какие казна получала доселе с Египта. По сообщению Никифора, Ираклий честил Кира язычником (ἔλλην), грозил ему казнью. Хотя прямых оснований для обвинений патриарха найдено не было, император всё же приказал префекту столицы подвергнуть его пытке и затем сослать в заточение далеко от столицы. Событие это относится к поздней осени или зиме 640 года, а 11 февраля 641 года Ираклий скончался.
В итоге деньги арабам выплачены не были, Амр объявил договор аннулированным и осенью 640 года, после спада воды в Ниле, возобновил военные действия, упорно ведя осаду крепости Вавилон.
Бессилие и беспомощность египетских войск в борьбе с арабами побудили Константина, сына Ираклия от первого брака и законного наследника трона, иначе отнестись к планам патриарха Кира, чем это сделал его отец. Необходимо было быстро решать вопрос о заключении с арабами мирного договора, если, конечно, царь не желал, чтобы вскоре они стояли у стен Константинополя. Для этого он сменил гнев отца в отношении сосланного Александрийского патриарха Кира на свою милость и срочно вызвал того в столицу. Встретившись с восстановленным в сане архиереем, он предоставил Киру необходимые полномочия для определения условий мирного договора, включая размер подлежащей выплате арабам дани. Одновременно с этим император стягивал войска и флот для помощи последним осаждённым крепостям Египта, в которых греки отчаянно сопротивлялись мусульманам. Из Александрии был вызван Феодор для осведомления о положении дел и в его отсутствие его пост замещал Анастасий.
Пока шли эти приготовления, гарнизон Вавилона был доведён до крайности и сдался победителю на условии беспрепятственного выхода из крепости. 9 апреля 641 года, накануне Пасхи, гарнизон, с разрешения Амра, сел на суда и отплыл в Александрию, отдавая тем в руки арабов все области южного Египта.

### Защита Александрии
После взятия Вавилона Амр двинулся на север в направлении Никиуса. Охрана этого ключа к Александрии была поручена Доменциану, который раньше позорно бежал из Файюма и отдал его врагу. Точно также поступил он во второй раз. Когда дошла весть, что арабы взяли один город поблизости от Никиуса, Доменциан, не ожидая прибытия неприятеля, покинул свой пост и, оставив на произвол судьбы свое войско, бежал в Александрию. Оставшиеся без командира солдаты последовали его примеру; но арабы настигли их на середине реки и перебили. Вступив без сопротивления в Никиус 13 мая 641 года, арабы произвели жестокое избиение мирного населения, не давая никому пощады. Из Никиуса они стали занимать соседние поселения.
Во время этого похода к нему присоединились копты, как активные монофизиты, так и светские люди. Иоанн Никиусский упоминает неких Каладжи и Сабендиса, которые перешли на сторону арабов со своими отрядами. Несмотря на это, передвижение арабской армии осложнялось неудобным рельефом местности.
Византийский командующий Феодор вышел из Александрии и подошёл к городу Себенниту. Городское ополчение отказалось присоединиться к Феодору, однако византийской армии удалось нанести арабам поражение. Амр отступил к Бусиру. Неудача привела к тому, что Каладжи и Сабендис покинули его армию и перешли на византийскую сторону. Амр совершил набег на Тамиатис (Даммиетта), потерпел там неудачу и отошёл обратно к Вабилону, возобновив его осаду.
Верхний Египет сдался без сопротивления. Когда арабы подошли к Антинополю, население готово было защищаться, но правитель области Иоанн, считая дело безнадёжным, отказался от сопротивления и поспешил очистить город, уведя из него гарнизон и увезя подати, какие успел взыскать. Эти последние поражения ознаменовались полной деморализацией византийских командиров и солдат, панически отступавших при виде арабов, и жестокой резнёй мусульманами местного населения.
24 мая 641 года скончался болезненный Константин и власть перешла к его соправителю и единокровному брату Ираклию II. В действительности, ввиду несовершеннолетия наследника, власть оказалась в руках его матери и второй супруги Ираклия I Мартины.
Важнейшей заботой нового правительства было выяснение отношений в Египте. Вернувшийся из ссылки Кир, вызванный ещё Константином, был восстановлен в своих правах патриарха, снаряжение флота было закончено, и, вероятно, в конце августа 641 года Кир с большой свитой отплыл в Александрию. Ему сопутствовали вновь назначенный начальник военных сил Египта Константин и возвращавшийся на свой пост августала Феодор. Эскадра имела остановку на Родосе и прибыла в Александрию 13 сентября 641 года в ночь под праздник Воздвижения Креста Господня. Пользовавшийся полным доверием Мартины, державшей в своих властных руках бразды правления, Кир возвращался с торжеством на свою кафедру и, очевидно, по заранее сделанному распоряжению ему была подготовлена торжественная встреча. Немедленно после высадки на берег, Кир заехал вместе с Феодором в церковь монастыря Табеннисиотов, где хранился драгоценный крест с частицей Честного Древа, присланный ему Константинопольским патриархом Сергием в 638 году, и из этой церкви начался крестный ход в главный храм Александрии, носивший имя «Кесарион». Улицы были покрыты коврами, повсюду толпился народ, выражавший радостными криками и пением гимнов свой привет возвратившемуся владыке. Напор ликующей паствы едва давал возможность продвигаться вперёд патриарху. Во время торжественного богослужения диакон вместо положенного по чину псалма запел в прославление возвращения патриарха другой: «Сей день, его же сотвори Господь, возрадуемся и возвеселимся в оне», который поётся в дни Пасхи. Это отступление от обычного чина было всеми замечено, понято, как предзнаменование и истолковано в том смысле, что Кир не доживет до следующей Пасхи. Предсказание это сбылось: Кир скончался 21 марта 642 года.
За время отсутствия Феодора из Александрии жизнь столицы Египта шла тревожно. Вследствие соперничества и вражды военных командиров Доменциана и Мины, разыгрались крупные беспорядки, получившие вид хронического междоусобия димов. Эта вражда имела свои поводы в церковных вопросах. Брат Доменциана, Евдокиан, раньше чем покинуть Вавилон, позволил себе жестокости в отношении туземцев-монофизитов. К такому поведению отнёсся с полным осуждением Мина. В эти раздоры был вовлечён правитель Аркадии, Филаид, находившийся в ту пору в Александрии. На улицах города произошло кровавое побоище, окончившееся разграблением дома Филаида. В этом междоусобии голубые стояли за Доменциана, а зелёные за Мину. Феодор по возвращении в Александрию отставил Доменциана и назначил на его место Мину, и население города выразило полное сочувствие удалению Доменциана. Но в целом возвращение патриарха и особенно Феодора в Александрию принесло некоторое успокоение столице Египта.
Пока в Александрии водворялось спокойствие, дела в столице империи принимали весьма тревожный характер В сентябре 641 года в Константинополе произошёл переворот: Мартина была отстранена от власти и обвинена в смерти Константина. Власть в стране в итоге была передана Константу, несовершеннолетнему сыну Константина, который официально венчался на царство в ноябре 641 года, а Мартина вместе с Ираклоном и другими своими детьми, были изувечены и сосланы на Родос.
Около того времени, когда совершился этот переворот, Кир, в исполнение данного ему от Мартины и Ираклона полномочия заключить мир с арабами, отправился в Вавилон к Амру. Переговоры длились довольно долго, и 8 ноября 641 года был заключён мир на следующих условиях:
1. Уплата дани;
2. Перемирие и прекращение военных действий до 28 сентября следующего 642 года;
3. Во время перемирия арабы занимают все те позиции, какие они успели занять, и обе стороны не предпринимают никаких военных действий;
4. Византийские войска в Александрии обязуются покинуть город в течение 11 месяцев и могут увезти с собой своё имущество и сокровища;
5. Никакая новая византийская армия не может вступить в Александрию;
6. Все те военные люди, которые захотят ехать сушей, обязаны уплатить помесячную плату;
7. Арабам будут выданы заложниками 150 воинов и 50 туземцев;
8. Византийские войска прекратят всякие наступательные действия против арабов, и арабы обязуются не захватывать церквей и не вмешиваться в дела христиан;
9. Иудеи в Александрии сохраняют право жительства.

Выработка условий мирного договора, по которому весь Египет оказался во власти арабов, была личным делом Кира, который действовал по уполномочию, полученному им от Мартины и Ираклона. Августал Египта Феодор и начальник военных сил Константин не принимали никакого участия в переговорах и оставались в Александрии во время пребывания Кира в Вавилоне. По возвращении в Александрию Кир сообщил об условиях договора Феодору и Константину для утверждения их императором. Представители александрийского гражданства с Феодором и Константином во главе явились к Киру с выражением благодарности за заключение мира. Население огромного города ещё не было осведомлено о решении своей участи, когда под стенами Александрии появились арабы для получения условленной дани. Когда об этих условиях узнали жители города, они едва не убили своего архиерея — того спасло только арабское войско. Это вызвало страшное возбуждение, и население поспешило на защиту своего города. Но и византийская армия, расквартированная в городе, окончательно пала духом: её командиры заявили, что с арабами воевать невозможно, а потому следует подчиниться договору, заключённому патриархом. Киру грозила опасность быть побитым камнями, но ему удалось успокоить народные страсти. В результате население собрало деньги для уплаты дани арабам.
Таков рассказ об этом событии Иоанна Никиусского. Он оставляет много недоумений, для разъяснения которых нет материала в скудном предании о тех событиях. О том, как было принято в Константинополе известие об этом договоре и кем был утверждён этот договор, также нет известия. В это время в Константинополе было не до таких «мелочей», как Александрия, — решался вопрос о царе, поэтому договор как бы автоматически стал считаться ратифицированным верховной властью. Дело относится к ноябрю 641 года: в это время успела уже осуществиться в столице революция, положившая конец правлению Мартины и её сына и отдавшая верховную власть в руки малолетнего Константа, вокруг которого сплотилась клика знати, враждебной Мартине.

## Сдача Александрии и последующие завоевания

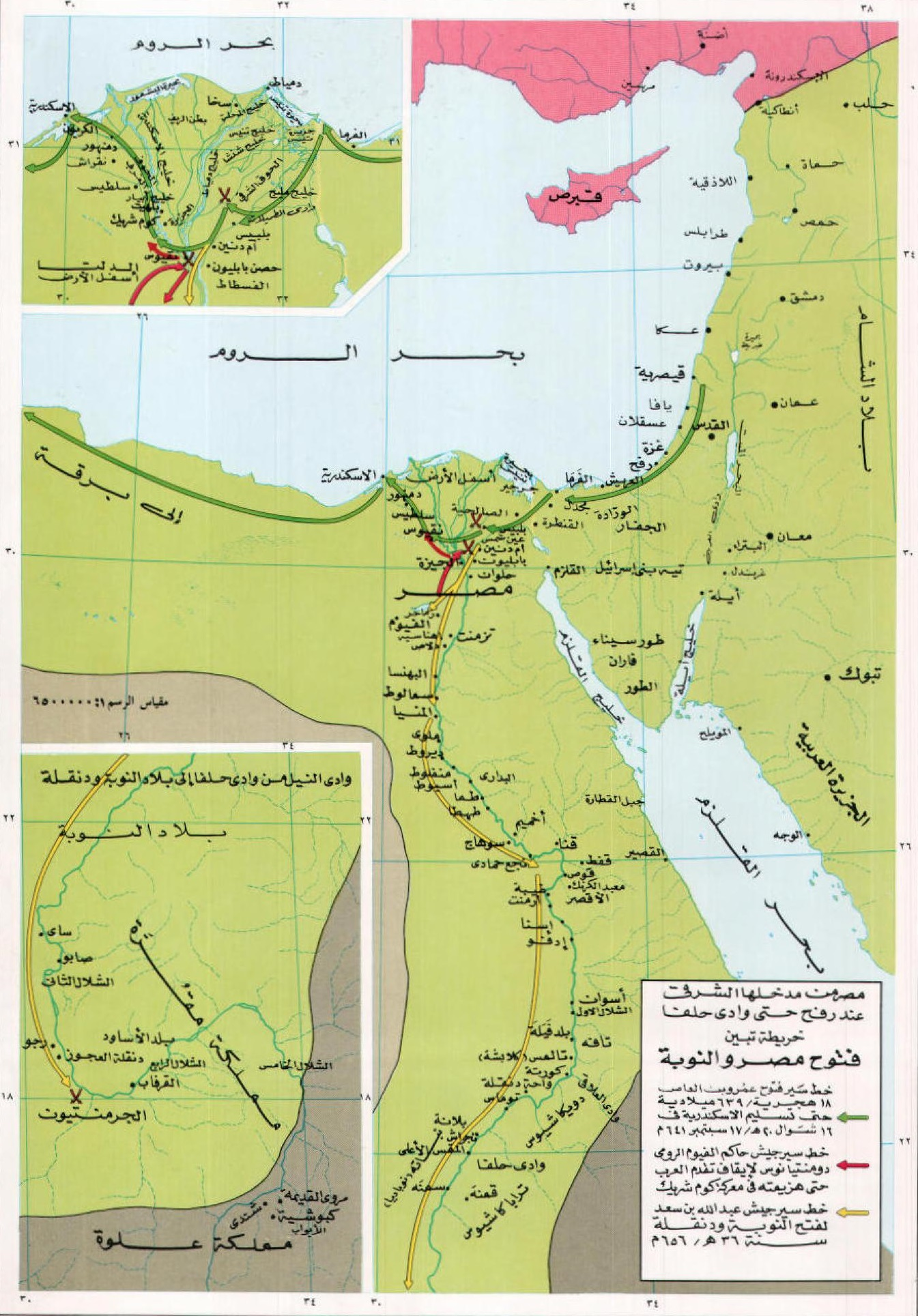
Карта арабского завоевания Египта и рейда в Нубию

В Египте настал мир. Многочисленные беглецы из разных местностей страны, скопившиеся в Александрии, пожелали вернуться на родину. Кир вступил по этому поводу в сношение с Амром, и беглецы получили возможность покинуть Александрию. Хотя многие города побережья не были ещё подчинены, но арабы являлись уже властителями всей долины Нила и, не учреждая новых форм управления, разделили страну на 3 области в целях взимания податей с населения. Мина, получивший ещё от Ираклия пост начальника Нижнего Египта, остался на нем и под властью арабов и выказывал большое рвение в смысле умножения доходов победителей. Правителем Аркадии был назначен Филоксен, а в Верхний Египет , впоследствии именуемый как область Риф, — Синода. Амр основал новый город близ Вавилона, получивший имя Фустат. Вместе с тем была предпринята расчистка старого, запущенного в течение долгого времени канала Траяна, соединявшего Нил с Красным морем, и эта работа легла тяжким бременем на туземное население.
Патриарх Кир оставался, однако, непреклонным в своей политике преследования монофизитской церкви. Тяжкая дизентерия, постигшая его перед Пасхой 642 года, свела его в могилу 21 марта. 14 июля 642 года представители власти императора поставили на вакантный трон патриарха Александрии диакона Петра.

### Рейд в Нубию
Летом 642 года по личному приказу Амра был совершён рейд в Нубию под командованием своего двоюродного брата Амра Укба ибн Нафи. Это не было полномасштабным вторжением, а было всего лишь упреждающим рейдом, чтобы продемонстрировать в приграничных областях прибытие новых правителей в Египет. В Нубии не было крупных сражений, только стычки и небольшие столкновения, в которых нубийцы очень преуспели. Они были искусными лучниками и подвергли мусульман беспощадному обстрелу из стрел. Нубийцы целились в глаза и таким образом убили около 250 мусульман. Нубийская конница была так быстра в своих манёврах, что мусульманская кавалерия, известная своей скоростью и мобильностью, не могла достать нубийских всадников. Нубийцы успевали нанести сильный удар, а затем исчезать ещё до того, как мусульмане начинали перегруппироваться и предпринимать встречные действия. Такая партизанская тактика позволила нубийцам нанести значительный ущерб мусульманам. Укба написал об этом Амру. Он сказал, что нубийцы избегали битвы и, используя партизанскую тактику, наносили большой ущерб мусульманам. Вслед за этим Амр приказал вывести войска и уйти из Нубии.

### Сдача Александрии
Срок, предоставленный по договору для эвакуации Александрии, близился к концу, и 17 сентября 642 года Феодор и Константин со всеми войсками сели на суда и направились на остров Родос. 29 сентября в условленный по договору срок, Амр направил войска в Александрию, которая была отдана ему в соответствии с соглашением, подписанным 8 ноября 641. Сопротивления ему никто не оказал.
Амр так описал в послании халифу Умару взятие Александрии: «Я захватил город, от описания которого воздержусь. Достаточно сказать, что я захватил там 4 000 вилл и 4 000 бань, 40 тыс. платящих подушный налог евреев и четыре сотни мест развлечений царского достоинства».
Несколько более поздних арабских источников описывают разрушение Александрийской библиотеки по приказу халифа Умара. Эта информация также присутствует в труде Chronicon Syriacum православного сиро-яковитского епископа XIII века Григория Бар-Эбрея, он также сообщает, что уцелевшие остатки рукописей погибли в VII—VIII веках при падении Александрии. Он описывает следующее: халиф Умар ибн аль-Хаттаб в 641 году дал повеление полководцу Амру ибн аль-Асу сжечь Александрийскую библиотеку, сказав при этом: «Если в этих книгах говорится то, что есть в Коране, то они бесполезны. Если же в них говорится что-нибудь другое, то они вредны. Поэтому и в том и в другом случае их надо сжечь». Более поздние учёные, начиная с замечания отца Евсевия Ренодо, сделанного в 1713 году в его переводе египетской Истории Александрийских патриархов, где он писал, что в этой истории «было что-то недостоверное», учёные скептически относятся к этим историям, учитывая промежуток времени в шесть веков, прошедший после того, когда произошли события и временем, когда они были записаны и политические мотивы различных авторов. По словам Дианы Делии, «отказ Умара от языческой и христианской мудрости, возможно, был придуман и использован мусульманскими властями в качестве морального примера для мусульман в более поздние неопределённые времена, когда преданность правоверных вновь подвергалась испытанию близостью к неверным».  Российский историк-арабист О. Г. Большаков комментировал это так:

…"хочется снять с Амра предъявляемое ему иногда обвинение в тяжком грехе перед мировой культурой — сожжение по приказу Умара знаменитой Александрийской библиотеки. Специалисты хорошо знают, что это всего лишь благочестивая легенда, приписывающая Умару добродетельный поступок — уничтожение книг, противоречащих Корану, но в популярной литературе эта легенда иногда преподносится как исторический факт. Однако ни Иоанн Никиусский, немало сообщающий о грабежах и погромах во время арабского завоевания, ни какой-либо другой христианский историк, враждебный исламу, не упоминает пожара библиотеки. Скорее всего самой великой библиотеки в это время уже не существовало"…

### Завоевание Ливии

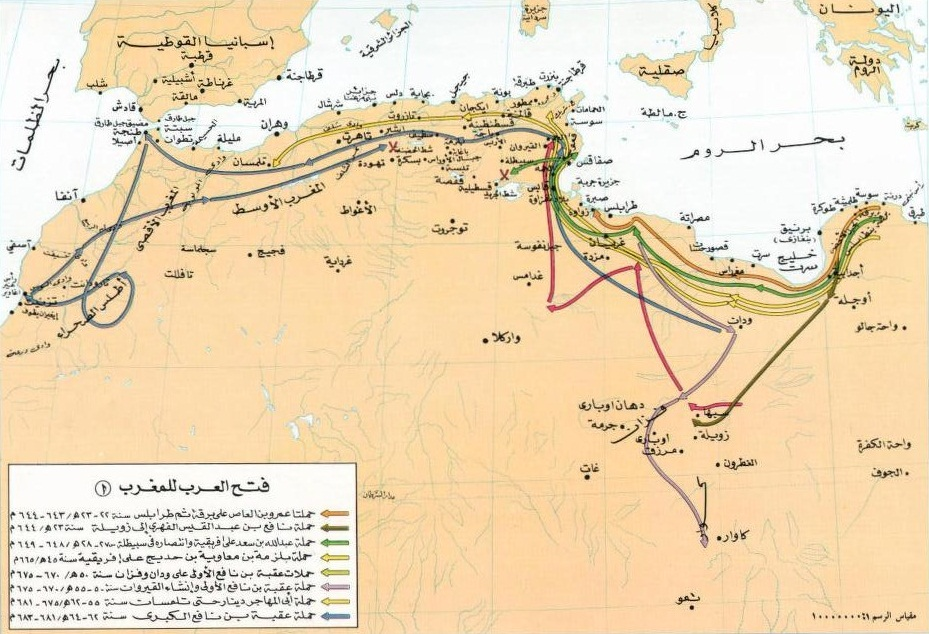
Карта арабских походов в Северной Африке после захвата Египта во время Праведного и Омейядского халифатов

После упреждающего набега на юге в Нубию Амр решил провести кампанию на западе, чтобы обеспечить западные границы Египта и очистить Киренаику, Триполитанию и Феццан от византийского влияния. В сентябре 642 года Амр повёл свои войска на запад. После одного месяца марша мусульманские силы достигли городов ливийского Пентаполиса. Правитель страны, войска и местная знать бежали в крепость Тавхиру, а арабы, захватив большую добычу и огромное число пленных, вернулись на свои стоянки.
Из Барки Укба ибн Нафи был отправлен во главе колонны, чтобы провести кампанию против Феццана. Укба отправился в Завулу (Завейла), столицу Феццана. Никакого сопротивления ему оказано не было, и весь район Феццана сдался мусульманам. Затем Укба вернулся в Барку, известив Амра, что племя леваты, жившее в Феццане, признало над собой власть халифа. Вскоре после того, как мусульманская армия двинулась на запад от Барки, они прибыли в Триполи весной 643 года и осадили город. Город пал после 1 месяца осады. Из Триполи Амр отправил отряд в Сабрату, город в 65 километрах к западу от Триполи. Город оказал слабое сопротивление, и вскоре сдался и согласился платить джизью.
Из Триполи Амр написал халифу подробности операции в следующих словах: «Мы захватили Барку, Триполи и Сабрату. Путь на запад ясен, и если „Предводитель Правоверных“ желает покорить больше земель, мы могли бы сделать это с Божьей милостью».
Умар, чьи армии уже были вовлечены в массовую кампанию по завоеванию империи Сасанидов, не хотел продвигаться ещё дальше в Северной Африке, пока мусульманское правление в Египте было ещё слабым. Ввиду этого халиф не одобрял каких-либо дальнейших завоеваний на западе и приказал Амру сначала укрепить позиции мусульман в Египте, а также дал строгий наказ о том, что дальнейших походов быть не должно. Амр повиновался и, оставив Триполи и Барку, вернулся в Фустат. Это было в конце 643 года.
После этого арабы не стремились развить свои успехи и, уверенные в абсолютной беспомощности византийцев, не удосужились обзавестись морским флотом и укрепить захваченную ими Александрию.

## Контратака византийцев
Но этим и закончились успехи Амра. Халиф Умар, относившийся с полным признанием к военным его талантам, имел свои подозрения насчет расходования им денежных средств, которые должны были обогащать казну халифа в Медине. Не смещая его с поста, Умар дал ему соправителя в лице Абдуллах ибн Саада, поручив в его заведование дельту Нила с городом Александрией. Первым делом нового правителя было увеличение дани, которую платила Александрия, что и вызвало неудовольствие туземцев.
Когда Абдуллах поднял налоги, в Александрии вспыхнуло массовое недовольство, поскольку новые правила нарушали условия договора о капитуляции. Тем не менее выбора не было, пришлось платить, а Абдуллах торжествующе заявил Амру: «Ну вот, теперь верблюдица дает больше молока». На что Амр ответил: «Да, но ты уморишь её детеныша».
3 ноября 644 г. скончался халиф Умар от раны, которую ему нанес в мечети на молитве один перс, принявший ислам. Умар прожил несколько дней после этого покушения, обеспечил по возможности дела на будущее время, и его преемником стал Усман. Новый халиф отозвал Амра в Медину, предоставив Египет единоличному правлению Абдуллаха. Гарнизон Александрии состоял всего из одной тысячи человек.
Все эти обстоятельства были учтены византийским двором, и так как арабы в ту пору ещё не делали попыток создать морские силы, и византийский флот полностью господствовал на море, то появилась надежда отвоевать Александрию и вытеснить арабов из Египта. В 645 году был снаряжен в Константинополе большой флот в 300 судов. В конце года он направился к берегам Египта под начальством Мануила из знатного армянского рода Аршакидов. Нападение византийцев было совершенно неожиданным для арабов, поэтому Мануил почти беспрепятственно овладел городом, который защищали всего 1 тыс. арабских воинов. Этот успех носил локальный характер и не был развит римскими командирами.
Вместо того, чтобы наладить отношения с коптами и двинуться на Фустат, Мануил держал свои войска близ Александрии, и из свидетельств, сохраненных преданием, нельзя с уверенностью заключить, занял ли он крепость Никиус (совр. Завят-Разин в мухафазе Минуфия). Византийская армия, проявляя своё обычное презрение к туземному населению Египта, вела себя как в завоеванной стране, грабила и разоряла окрестности Александрии.
Арабы не преминули воспользоваться стратегической ошибкой Мануила. Из Фустата арабы послали известие в Медину о положении дел в Египте, и халиф немедленно отправил Амра на прежний его пост. Амр в то время, возможно, был в Мекке. Собрав свои силы в Фустате, Амр не спешил идти на Александрию, а выжидал, что Мануил пойдет на него сам, выйдя из стен Александрии. Этого не пришлось долго ожидать, и у стен крепости Никиус враги встретились вновь в мае 646 года. Военные таланты Амра доставили ему полную победу. Остатки разбитой армии, и с ними Мануил, бежали в Александрию.
Мощные стены города представляли надежную защиту, но население, для которых бесчинства римлян ещё были свежи, не было заинтересовано в деле обороны, и арабы без больших затруднений проникли в город и подвергли его страшному кровопролитию. Восточные кварталы Александрии погибли в огне. Мануил бежал в Константинополь. Монофизитский патриарх Вениамин, как представитель туземного населения, настроенного враждебно против халкидонитов, заключил с Амром договор, окончательно подчинивший Александрию арабам. В предупреждение возможности отпадения Александрии, Амр срыл её стены и укрепления, лишив на будущее время возможности обороняться. Это второе и окончательное взятие Александрии относится к лету 646 года. Так попытка возвратить Александрию под власть императора окончилась полной неудачей, и местное население ясно выказало, что оно предпочитает новое иго старому. После этих событий Александрия, а вместе с ней и весь Египет, навсегда оказалась утраченной для Римской империи.
Мануил при взятии Александрии арабами бежал в Константинополь, где в течение некоторого времени занимал пост военного магистра. В 648 году тёмные интриги в среде придворной знати вовлекли его в заговор против императора Константа II. Дело раскрылось, и другой член высшей армянской знати, Сумбат, сын Вараз-Тироца, зять Мануила, занимавший в эту пору пост стратега фракийских войск, арестовал его и представил на суд императора. Мануил был казнен. Правда, по некоторым данным, полководец был оболган завистниками, а император, побоявшись волнений, провёл следствие скороспешно и дал осудить невиновного.

## Завершение завоевания
Управившись в 646 году с Мануилом в Александрии, арабы восстановили свою власть в Барке, Киренаике и Триполисе, и в 647 году Абдуллах ибн Саад сделал набег на Африканский экзархат.
Выйдя из Медины, 20 000 арабов соединились в Мемфисе с ещё 20 000 воинов. Карфагенский экзарх Григорий (двоюродный племянник Ираклия I), объявил независимость своего экзархата от Византийской империи. Он собрал войска и выступил против него из своей резиденции в Сефетуле (совр. Сбейтла в 210 км к югу от Карфагена), и на расстоянии одного дня пути от неё, на равнине Бакуба, произошла битва, окончившаяся полным поражением его войска. Сам Григорий пал в бою. Арабы взяли приступом Суфетулу и разграбили город.
С гибелью Григория весь Египет подчинился Халифату и платил дань арабам. Мусульмане вскоре сделали эту территорию Северной Африки своим вассалом. Кампания продлилась ещё 15 месяцев, но в 648 году войска Абдуллаха возвратились в Египет. Вторжение Абд-Аллаха в Африканский экзархат имело характер набега, так как он согласился за щедрый выкуп очистить Африку.
Вскоре, во всех мусульманских владениях началась гражданская война, вызванная клановой междоусобицей в арабской элите. Война привела к убийству халифа Усмана в 656 году. На смену ему пришёл Али ибн Абу Талиб, который также был убит в 661 году. На смену ему пришел Муавия ибн Абу Суфьян, основавший новую династию Омейядов.
После гражданской войны арабы продолжили завоевания в Северной Африке: в 665 году началось военное вторжение в Африканский экзархат, с целью его уже завоевания.

## Последствия
Более серьёзных попыток отвоевать у арабов Египет Византия не предпринимала, вплоть до 1168, когда византийцы участвовали, в союзе с Иерусалимским королём Амори, в неудачной осаде египетского города Дамиетты (Думьят). За этот период Византия смогла организовать 2 крайне успешных рейда в Египте: в 673 году рейд на Александрию с целью нанесения ущерба порту и судостроению, а в 853 году рейд на Думьят, когда византийцы полностью разграбили и сожгли город.
С другой стороны, арабы, расширяя свои морские предприятия, уже в 654 году задумали морской поход на Константинополь. Констант II в ожидании арабского флота собрал свои морские силы в гавани города Финики на ликийском побережье. Близ этой гавани и произошла  морская битва, окончившаяся блестящей победой арабов.
С тех пор арабы установили свою власть над Египтом, лишив Византийскую империю замечательной житницы, а Церковь — великой кафедры, многие сыны которой стали принимать ислам и даже выступать на стороне арабов против византийцев. Вскоре арабы активно включились в процесс устроения захваченных римских земель под свои лекала.
Практически за 2 года арабы захватили весь Египет, хотя ещё на протяжении нескольких столетий эта христианская земля яростно сопротивлялась экспансии мусульман. Арабы терпели христиан, допуская чуждые им обряды и веру: соотношение победителей к побеждённым было не менее 1/30. Лишь много позднее налоговое бремя резко возросло, а религиозная толерантность отступила в прошлое. Только тогда безоружное коптское население решится на мятеж (коптское восстание 725—733 гг.), но к тому времени сила власти арабов в Египте многократно возросла, что и предопределило неудачу христиан.
С завоевания арабами заканчивается древняя история Египта и начинается его средневековая история.